# Dornberg
Dornberg (Dorimberger, Dirimbergo) je bila ugledna plemiška družina na Goriškem.
Izhajajo iz istoimenske družine, ki je v 12. stoletju prebivala v Frankoniji. Njihove družinske veje so segale še na Bavarsko in v Azijo.
Nekateri zgodovinarji trdijo, da izhaja goriška veja Dornberžanov iz frankonske družine združene z bavarsko iz Anspacha, drugi pa trdijo, da ima goriška veja Dornberžanov svoj izvor na Štajerskem.
Okrog leta 1430 so se Dornberžani naselili tudi v Vidmu, a se ta veja izgubi in leta 1477 propade.
Imeli so pomembno vlogo med Slovenci v goriški grofiji. Njihova ozemlja so se širila prav po predelih, kjer je bila večina prebivalstva slovenskega rodu.
Sodno oblast so izvrševali na področju Strani, Tolmina, Števerjana, Lok, Stražic in Zalošč (Dornberga).
Veliko članov dornberške rodbine je imelo visoke službene položaje pri goriških grofih in nato pri avstrijskih nadvojvodih do leta 1630.
Verjetno so se v 15. stoletju nekateri njeni člani uveljavili tudi v Krminu, a iz tega obdobja žal ni nobenih zanesljivih podatkov.
Okoli leta 1585 je družina dobila plemiški naziv baronov s pridevkom Dornegg ali Dornech.
Dornberžani so vse do leta 1630 zasedali diplomatske in vojaške službe v uglednih mestih.
V 18. stoletju so bili izrinjeni iz javnega življenja, zaradi česar so zabredli v obubožanje in skorajšnji propad.
Hiša, v kateri so prebivali zadnji Dornberžani (potem zavod Contavalle), je kmalu postala last družine Petazzi (Petač).

## Predstavniki
Volcher (Folcher, Fulcherio) je bil prvi član rodbine Dornberžanov, ki je prebival na Goriškem. Nastopal je v vlogi razsodnika pri sporu med goriškimi grofi in oglejskim patriarhom Pelegrinom II. leta 1202. Leta 1205 je bil imenovan za viteza zlatega reda. Posedoval je tudi grad v Miljah.
Leonhard in Volrih sta bila v letih 1315 - 1318 namestnika (vicedoma) grofa Henrika II.
Leonhard (drugi) je bil v letih 1401 - 1415 večkrat imenovan za glavarja goriške grofije.
Ulvin je leta 1446 kot glavar upravljal goriško grofijo in je bil leta 1465 imenovan za odposlanca v Beneški republiki in v Otomanskem cesarstvu (Osmansko cesarstvo).
Ahac (Ulvinov brat) se je izkazal kot svetovalec goriških grofov in leta 1460 kot vojaški poveljnik.
Jurij pa se je izkazal kot glavar goriške grofije in kot odposlanec pri cesarju Frideriku III. leta 1558.
Maksimilijan je bil leta 1501 celo državni svetovalec cesarja Maksimilijana I.
Maksimilijan II. se je bojeval na furlanskih tleh v letih 1508 - 1516 in je bil nato imenovan malteškemu redu za priorja - predstojnik večjega samostana.
Bratje Leonard, Erazem in Rajmund so se skupaj s cesarjem Maksimilijanom I. bojevali proti Benečanom v Furlaniji. Erazem pa je po vojni leta 1518 postal vladarjev namestnik na Kranjskem.
Franc je bil od leta 1570 do leta 1581 vladarjev namestnik v goriški grofiji.
Maksimilijan (tretji) je zapisan med sestavljalci goriškega statuta, obenem pa je kot odposlanec služboval pri cesarjih Ferdinandu in Maksimilijanu II.
Vid je vrsto let živel kot vladarjev namestnik v Gorici, od leta 1576 kot guverner v Trstu, nato pa kot odposlanec v Benetkah in Rimu.
Gašper Vid, ki je bil glavar na Tolminskem, se je leta 1617 bojeval proti beneškim četam, ki so se pomikale med hribi, in jih potisnil globoko nazaj proti Čedadu.
V 18. stoletju lahko kot edine predstavnike in zadnje potomce nekdaj tako slavne družine zasledimo le še tri ženske: Klaro (umrlo leta 1744), Terezo (umrlo leta 1748) in Ano (umrlo leta 1774); ter dva moška: Karla Leonarda, ki je bil duhovnik in je umrl leta 1719 in Ivana Ignacija, ki je dosegel visoko starost - 102 leti, umrl je leta 1779 in je bil kot zadnji član družine pokopan v kapeli samostana sv. Frančiška.